# Saint-Gobain Distribution bâtiment France
« Point.P » redirige ici. Pour les autres significations, voir Point P.
Ne doit pas être confondu avec Point S.
 (novembre 2015).
Saint-Gobain Distribution Bâtiment France, anciennement Groupe Point.P, est une filiale du Groupe Saint-Gobain.
Il s'agit d'une des principales entreprises de distribution de matériaux de construction, qui s'adresse principalement à des professionnels du bâtiment.
Ses principales enseignes sont Point.P, Cedeo, Asturienne, Pum, Sfic, La Plateforme du bâtiment,  Dispano et Panofrance, etc.
Saint-Gobain Distribution Bâtiment France forme un réseau de 2000 points de vente en France métropolitaine, dont plus de 1000 points de vente Point.P, environ 450 Cedeo Clim+, 200 Pum et 70 La Plateforme du bâtiment.

## Historique
En 1901, Léon Chausson et Jules Poliet créent les « Établissements Poliet et Chausson ». L’entreprise fabrique et vend plâtres, chaux et ciments, en réponse à la demande de construction urbaine liée à l’exode rural.
Léon Chausson développe ensuite un réseau de dépôts en 1930, pour fournir aux petits entrepreneurs les matériaux nécessaires à la construction d’une maison. C’est le début de l’activité de distribution du Groupe.
En 1960, Poliet et Chausson devient le premier distributeur de matériaux de construction en France.Une dizaine d'années plus tard, le Groupe sépare ses activités de production et de distribution. En 1979, l’activité de distribution devient Point.P, qui compte alors plus de 200 points de vente. En 1991, le Groupe Point.P crée CEDEO, une enseigne dédiée aux plombiers / chauffagistes.
Saint-Gobain rachète le Groupe Point.P en 1996. Il est aujourd’hui rattaché au pôle « Distribution Bâtiment », dont il représente 40 % des revenus.
En 1998, le Groupe Point.P crée la Plateforme du Bâtiment (enseigne réservée aux professionnels) et acquiert notamment l’Asturienne (enseigne dédiée à la toiture) et la SFIC (spécialiste de l’isolation).
L’ensemble du Groupe Point.P est certifié ISO 9001 (qualité) en 2002.
En 2003, il acquiert la société ISOPAR, le spécialiste francilien de l'isolation, puis en 2004 PUM Plastiques (produits et solutions plastiques pour le BTP et l’aménagement d’espaces).
En 2008, afin de clarifier l’offre, le Groupe crée Point.P TP, un réseau national au service des acteurs des Travaux Publics. Puis en 2009, est créée l’enseigne Dispano, un leader de la distribution bois, panneaux, menuiseries. En 2011, le Groupe inaugure la Plateforme du Bâtiment à Aubervilliers, premier site HQE du Groupe.
En 2012, le Groupe Point.P acquiert l’enseigne Brossette (distribution de produits sanitaires, chauffage et climatisation).
En 2014, Le Groupe Point.P devient Saint-Gobain Distribution Bâtiment France.
En octobre 2016, Saint-Gobain Distribution Bâtiment France lance Homly You, place de marché pour la mise en relation des professionnels du bâtiment et des particuliers. 
En janvier 2017, le groupe annonce une prise de participation dans Mon Maître Carré, également une place de marché, qui permet aux professionnels et aux particuliers de faire appel à des architectes et des décorateurs d'intérieur pour leurs projets de rénovation. 
En octobre 2017, Saint-Gobain Distribution Bâtiment France lance Envie de salle de bain, enseigne dont les magasins s'adressent au grand public.
En janvier 2019, le président de SGDB France annonce la fermeture de son enseigne Outiz.
En février 2019, le groupe met en vente la société DMTP (enseigne Point.P Travaux Publics). Elle est cédée en septembre 2019 au groupe Frans Bonhomme.
En avril 2019, Cedeo met en place le service Temperly, qui permet d'individualiser les frais de chauffage dans les immeubles chauffés collectivement, en réponse à la réglementation du Ministère de l'écologie,. 
En octobre 2019, DSC (Distribution sanitaire-chauffage) annonce que l'enseigne Brossette cessera d'exister fin 2020, et que tous les magasins deviendront Cedeo.
En mai 2025, le groupe annonce la prise de participation majoritaire de France Bâti Courtage, à la tête du réseau de franchise La Maison Des Travaux. Cette enseigne compte 300 courtiers répartis sur 80 départements. 

## Les entités de Saint-Gobain Distribution Bâtiment France

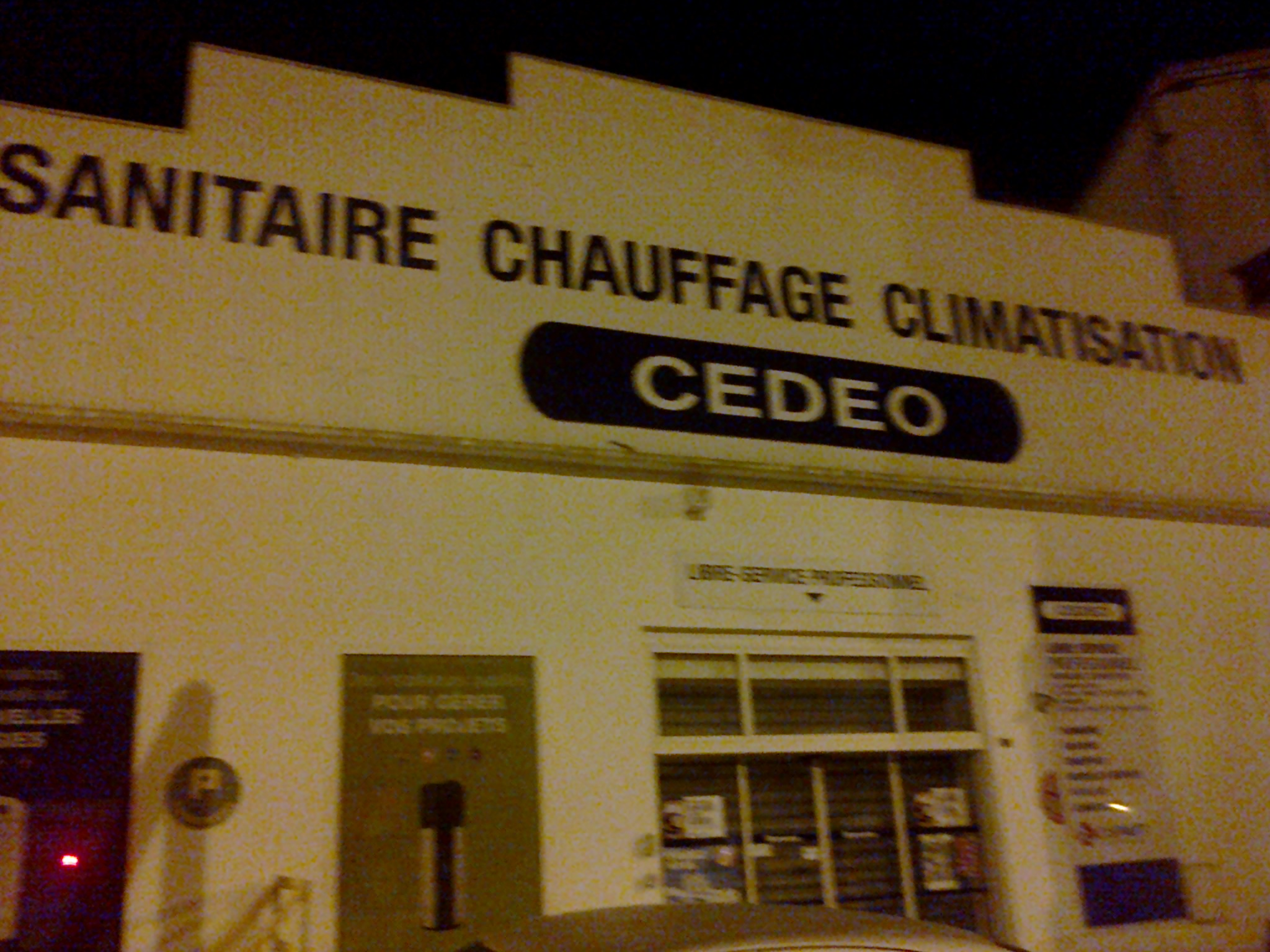
Distributeur Cedeo à Chaville

Matériaux de construction incluent gros œuvre, couverture, aménagements, extérieurs, menuiseries, bois panneaux, parquet lambris, sanitaire chauffage, carrelage, plâtre et isolation et quincaillerie. (plus de 800 agences) 

### Enseignes
Saint-Gobain Distribution Bâtiment France regroupe une douzaine d’enseignes :
- Point.P : distributeur de matériaux de construction et de produits du bâtiment (multi-spécialiste)
- Asturienne : enseigne spécialiste de la toiture
- Cedeo : distributeur de matériel sanitaire, chauffage, plomberie et climatisation
- CDL Elec : distributeur de matériel électrique, chauffage, éclairage, domotique
- Climplus: enseigne spécialisé dans la distribution de matériels de climatisation, chauffage et ventilation.
- Décoceram : points de vente spécialisés dans le carrelage
- Dispano : distribution de bois, panneaux et menuiseries
- Envie de salle de bain : enseigne grand public spécialiste de la salle de bains
- Homly You : plate-forme numérique de mise en relation entre professionnels du bâtiment et particuliers
- La Plateforme du Bâtiment : 67 points de vente regroupant tous les produits et services de tous les métiers du bâtiment, accessibles uniquement aux professionnels
- La Maison Des Travaux : enseigne de courtiers en travaux comptant 208 implantations et 300 courtiers
- PUM : négoce-partenaire de services et solutions innovantes[style à revoir] en matériaux de synthèse aux entreprises du Bâtiment, des Travaux Publics et de l’aménagement extérieur.
- Sfic : enseigne spécialiste de l’isolation
- Clim+: enseigne spécialiste dans la climatisation.

### Participations
- Mon Maître Carré : mise en relation entre professionnels, particuliers, architectes et décorateurs d'intérieur.

## L'enseigne Point.P
Point.P est la plus importante des enseignes du groupe Saint-Gobain Distribution Bâtiment France.  
Elle distribue des matériaux de construction et des produits du bâtiment aux professionnels du bâtiment pour le gros oeuvre et le second oeuvre, comme le ciment, la peinture, les plaques de plâtre, la laine de verre et de roche, les tuiles, les matériaux d'isolation (toiture, phonique, extérieur, intérieur, combles), des produits de quincaillerie, de protection et de sécurité, de rénovation, d'aménagement de terrasses et de jardin. 
L'enseigne Point.P regroupe 1000 points de vente en France dont 236 showrooms et emploie 11 000 salariés.  
Point.P est une entreprise signataire du Pacte de Performance et soutient 12 sportifs de haut niveau, l'équipe "Athlètes Point.P". L'enseigne est également partenaire de l'Olympiade des Métiers.  
L'entreprise cherche à inscrire son activité économique en ville de façon intégrée dans le paysage urbain et à proximité des fleuves pour utiliser le transport fluvial, notamment en région parisienne. Elle a aussi développé une flotte de camions au gaz naturel pour véhicules en région parisienne et la moitié de ses chariots élévateurs sont électriques et silencieux.